# Geschiedenis van de Sovjet-Unie (1927-1953)
Dit deel van de geschiedenis van de Sovjet-Unie handelt over de periode waarin Jozef Stalin aan de macht was. Deze periode begint in de tijdsspanne december 1927-januari 1928 en eindigt met de dood van Stalin in 1953. Tijdens de regering van Stalin moest de Sovjet-Unie een invasie van de Duitsers en enkele hongersnoden weerstaan.

## Opmars van Stalin (1927-1934)

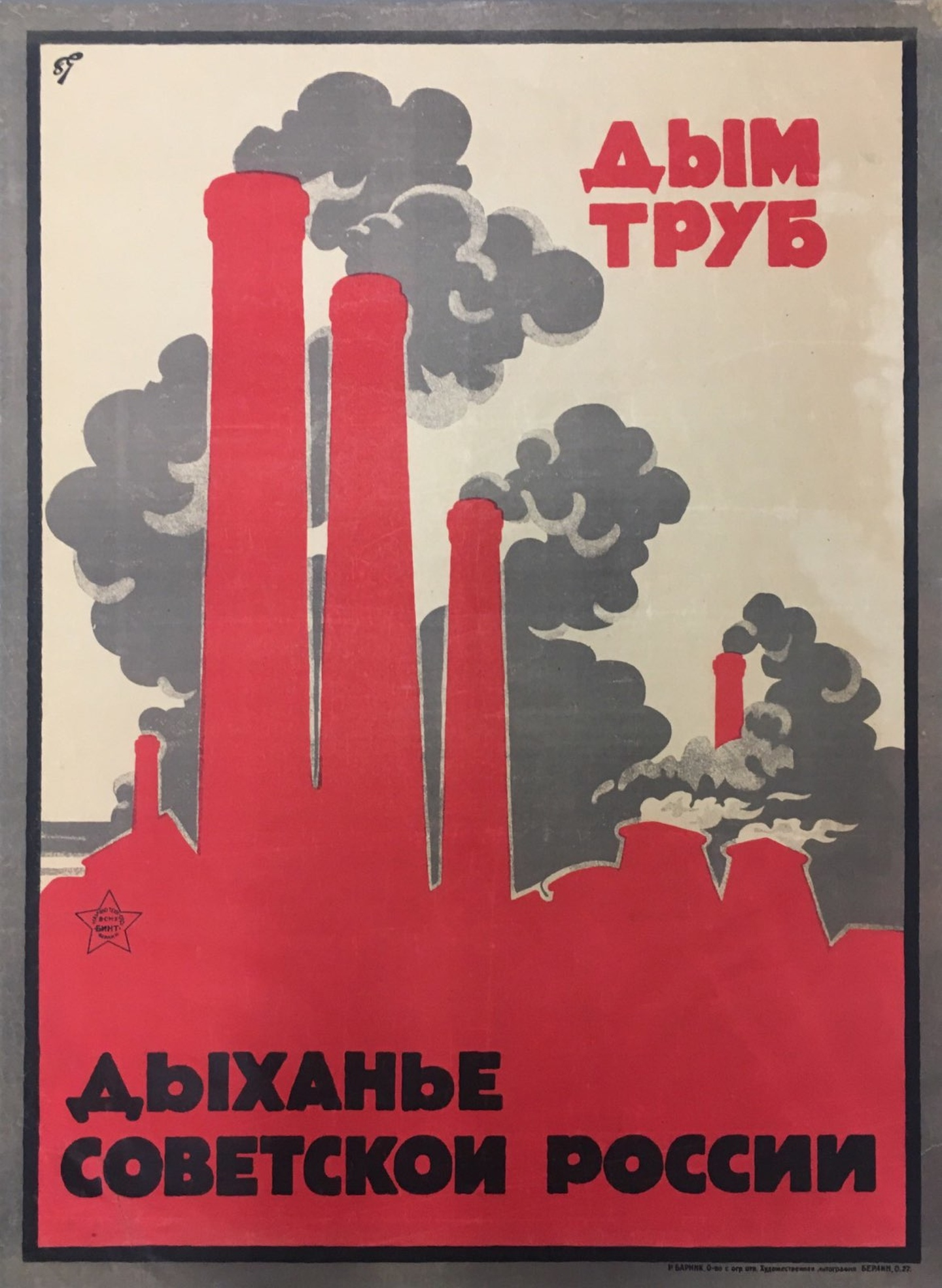
Sovjetposter; de uitlaat van de fabrieken is de adem van de Sovjet-Unie

### Vroege jaren
Na de dood van Vladimir Lenin, op het Veertiende Partijcongres (1927), begon Jozef Stalin, die tot de rechterzijde van de Partij behoorde, met het uitschakelen van zijn politieke tegenstanders. Als eerste daad verbande hij de belangrijkste leden van de linkerzijde waaronder Leon Trotski. Hij bekritiseerde ook de NEP van Lenin, die fel werd verdedigd door de linkse ideologen Nikolaj Boecharin en Aleksej Rykov, die op hun beurt uit de Communistische Partij van de Sovjet-Unie werden gezet. Hij overtuigde de twijfelaars door te zeggen dat dit een kapitalistische bedreiging vormde en de vooruitgang van de Sovjet-Unie enkel bevorderd kon worden door het uitbouwen van de zware industrie. Hij zei ook dat het land 50 tot 100 jaar achter lag op de West-Europese mogendheden en dat deze achterstand ingehaald moest worden in 10 jaar.
Om deze achterstand in te lopen, stelde men een commissie in die moest onderzoeken hoe men dat kon doen. Deze commissie, het Gosplan, kwam met een rapport van 1700 bladzijden dat de basis vormde van het eerste vijfjarenplan. De kern van deze plannen was dat het grotendeels agrarische land moest overschakelen, zo snel mogelijk, op zware industrie; de industrialisatie. Het eerste vijfjarenplan legde zich erop toe om een sterke basisindustrie op te zetten om vitale producten te produceren en zich zodoende economisch verder te kunnen ontwikkelen. Hun belangrijkste producten moesten kolen en ijzer worden. Hoewel de menselijke kost enorm was, was dit een succes en ging het sneller dan bij enig ander land in de geschiedenis.

### Industrialisatie
Het uitbouwen van de basisindustrie was een succes. Zo steeg de winning van steenkool van 34,5 miljoen naar 75 miljoen ton per jaar en de winning van ijzererts van 5,7 naar 19 miljoen ton per jaar. Tijdens deze periode (van 1928 tot 1932) werden ook een groot aantal industriesteden uitgebouwd, waaronder Novokoeznetsk, de autofabrieken van Moskou en de tractorenfabriek van Stalingrad. Door deze enorme inspanning was het plan al bijna voltooid in 4 jaar. Deze vooruitgang ging echter ten koste van de arbeider, die lange dagen moest maken (soms tot 18 uur per dag). Men schat dat gedurende deze 4 jaar ongeveer 127.000 arbeiders omkwamen. Dit waren alleen de 'vrijwillige' arbeiders; bij de bouw van de complexen en andere industriële activiteiten werden ook mensen uit de strafkampen ingeschakeld. Ondanks alles presenteerde Stalin dit als een succes aan het Centraal Comité.

### Collectief werken

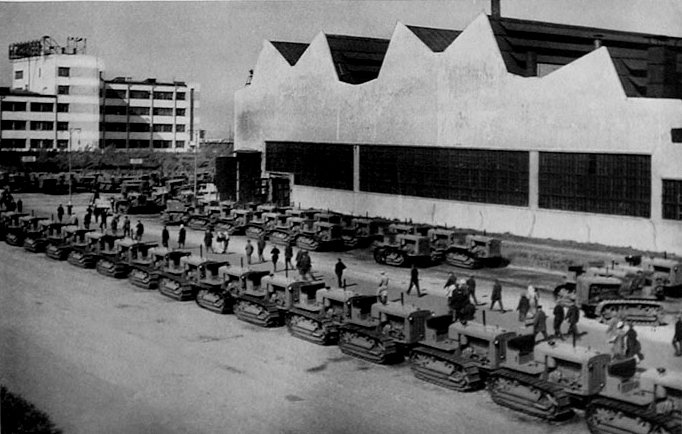
Tractorfabriek in Tsjeljabinsk

In november 1928 besliste het Centrale Comité om de collectieve tewerkstelling in te stellen. Dit betekende het einde van het NEP, dat de boeren in staat had gesteld om hun producten op de lokale markt te verkopen. Nu werden de meeste delen land van de boeren afgenomen en opgeslorpt in grote collectieve boerderijen. Wat de boeren nog overhielden mochten ze aan lage, door de overheid vastgestelde prijzen verkopen. Door deze intensivering probeerde de regering van graan een exportproduct te maken zodat het mogelijk werd noodzakelijke technologieën aan te kopen om zware industrie te verbeteren.
In 1936 was ongeveer 90% van alle landbouw collectief, maar het bereikte niet de vooropgestelde doelen en viel zelfs terug. Het zou tot 1940 duren eer het niveau van het NEP gehaald werd. Vele landbouwers waren tegen deze collectivisering en vermoordden nog liever hun vee dan het aan de regering te geven. Deze werden Koelakken genoemd, hoewel dat vroeger eigenlijk vrij bemiddelde boeren waren. In 1929 beval Stalin om hen ofwel om te brengen, ofwel naar Siberië te deporteren. Het verzet was het sterkste in Oekraïne, waar veel mensen omkwamen bij repressies of van de honger.

### Voordelen voor de bevolking
Het aantal werklozen daalde door de industrialisatie bijna tot nul en door het mijnen naar grondstoffen werden veel banen gecreëerd. Tijdens die periode begon men aan ambitieuze projecten en de ruwe grondstoffen waren er niet alleen voor de militaire industrie, maar evenzeer voor verbruiksgoederen. In de al eerder genoemde autofabrieken van Moskou en Gorki werd een enorm aantal wagens geproduceerd die de bevolking kon kopen. De arbeiders die hun quota's ver overschreden werden goed betaald en konden zich zulke verworvenheden veroorloven.
Omdat de mensen die in de fabrieken zouden werken onderwezen moesten worden, kwam er een enorm aantal scholen bij, die zowel jongens als meisjes een opleiding gaf. In 1930 konden bijna 10 miljoen studenten naar 166.256 scholen en waren er 900 speciale opleidingen en 566 instituten. In de Sovjet-Unie waren de vrouwen gelijk aan de mannen en hadden dezelfde rechten. Het was ook tijdens deze periode dat de vrouwen voor het eerst konden bevallen in hospitalen met een kraamkliniek. Er werd ook een vaccinatieprogramma opgestart om besmettelijke ziekten zoals tyfus, cholera en malaria te onderdrukken.

### Hongersnoden (1932-33)
In de vroege jaren ‘30 ontstonden in de Sovjet-Unie grote hongersnoden die miljoenen mensen het leven kostte. De belangrijkste graanproducerende gebieden van de Sovjet-Unie werden getroffen, waaronder Oekraïne, de noordelijke Kaukasus, de Wolga-regio en Kazachstan, Zuid-Oeral, en West-Siberië. De Holodomor in Oekraïne en de Kazachse Hongersnood van 1932–1933 werden beschouwd als genocide, gepleegd door de regering van Jozef Stalin. Naar schatting zijn tussen 3,3 en 3,9 miljoen gestorven in Oekraïne en 2 miljoen gestorven in Kazachstan (40% van alle Kazachen).

## Grote Zuivering(1936-1938)
In het jaar 1934 werd Stalin paranoïde en beval hij om, naar aanleiding van de mogelijk door Stalin georkestreerde moord op Sergej Kirov, al zijn vijanden en voormalige vrienden uit de weg te ruimen. De meeste van deze 'verraders' kwamen uit de officiersklasse of uit de hogere partijtop. Trotski was al verbannen uit de Sovjet-Unie in 1929, maar hij kwam er nog gelukkig van af. De meesten werden gemarteld door de NKVD, veroordeeld tijdens de Moskouse Processen, ter dood veroordeeld of verbannen naar de goelagkampen. Maar in 1941 moesten vele generaals die verbannen waren teruggeroepen worden om de invallende Duitsers te weerstaan.

## Grote Vaderlandse Oorlog(1938-1945)

### Voorgeschiedenis
In 1938 was de Sovjet-Unie al in aanvaring gekomen met Japan tijdens de Slag om het Chasanmeer ten zuiden van Vladivostok. In 1939 werden het Japanse Keizerlijke Leger en het Kanto-leger verpletterend verslagen in de Slag bij Halhin Gol, waarna de Japanse regering afzag van het idee van de Noordelijke Aanvalsgroep die de Siberische en Oeralische grondstofgebieden wilde veroveren en vooral populair was bij het Japans Keizerlijk Leger en koos in plaats daarvan voor de Zuidelijke Aanvalsgroep die meer in trek was bij de Japanse Keizerlijke Marine. Dit zou later een groot voordeel blijken bij de Slag om Moskou toen Siberische troepen te hulp konden schieten omdat een spion van de Sovjet-Unie Richard Sorge precies doorgaf wat de Japanse regering van plan was.

### Eerste Jaren (1941-1943)

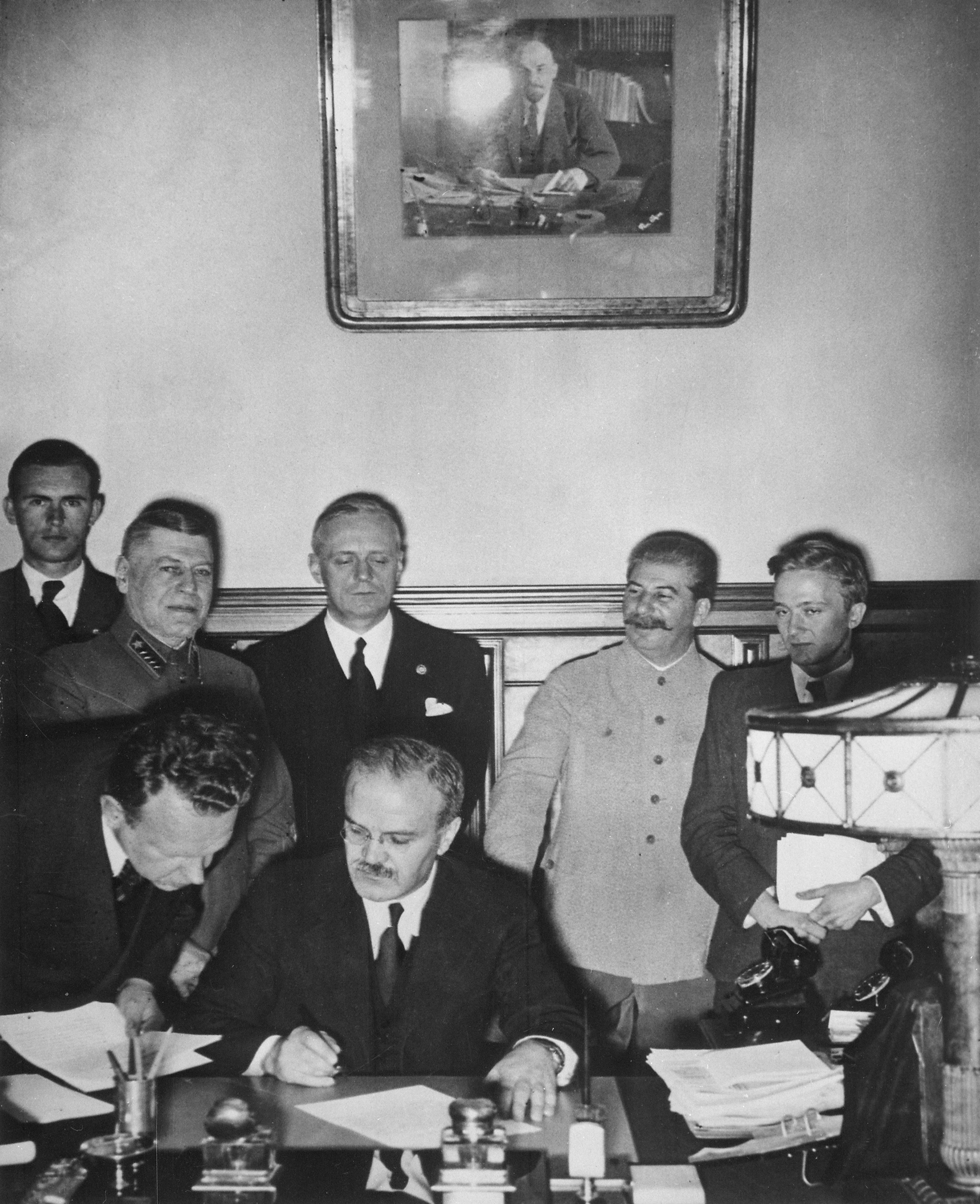
Ondertekening van het Molotov-Ribbentroppact: Molotov zet zijn handtekening met achter hem toekijkend von Ribbentrop en Stalin

Op 23 augustus 1939 tekende de minister van buitenlandse zaken, Vjatsjeslav Molotov, samen met zijn Duitse ambtsgenoot Joachim von Ribbentrop het non-agressiepact tussen nazi-Duitsland en de Sovjet-Unie. Door dit verdrag meende Jozef Stalin zeker te zijn dat hij van de kant van Hitler geen agressie hoefde te verwachten en het plan was om zo ongehinderd de in 1918 afgestane gebieden van het voormalige Russische Rijk weer in te lijven in de Sovjet-Unie. In september 1939 kon Stalin, in samenwerking met de Duitsers, het oosten van Polen bezetten. Ook de Baltische staten Letland, Litouwen en Estland werden bezet, in juni 1940. Met harde hand werd het communisme ingevoerd; in alle bezette gebieden werd de intelligentsia opgepakt en gedeporteerd. Gevangengenomen Poolse officieren werden op grote schaal vermoord in het bos van Katyn. Arrestanten uit de Baltische staten ondergingen hetzelfde lot. Stalin gebruikte het pact met Duitsland ook om Finland (voor 1918 eveneens onderdeel van Rusland) aan te vallen (de Winteroorlog) wat hem, wel ten koste van veel gesneuvelde Sovjet soldaten, een flink gebied van Finland opleverde maar slaagde er niet in dit land geheel te veroveren door het onverwacht felle verzet van de Finse strijdkrachten. Moldavië aan de grens met Roemenië werd, zoals afgesproken in het pact, ook bezet. Het non-agressie pact tussen de twee dictators was echter geen lang leven beschoren en op 22 juni 1941 begon Operatie Barbarossa, de invasie van de Sovjet-Unie door de Duitsers. De Duitse legers rukten snel op tot ze eind 1941 aan de grenzen van Moskou kwamen en de westelijke buitenwijken al onder Duits vuur kwamen te liggen. De generale staf van het Rode leger stelde al voor om de regering uit de stad te evacueren, maar Stalin weigerde resoluut. Om een ramp af te wenden besloot Stalin wel, toen bleek dat Japan in het oosten geen aanstalten maakte om gebruik van de situatie te maken, om Siberische grenstroepen naar Moskou te halen en ook sommige verbannen generaals terug te roepen en ze in te schakelen bij de verdediging van de stad. Deze actie bleek een succes te zijn en de Duitsers werden tot staan gebracht en zelfs teruggedreven.

### Terugvechten (1943-1945)
Toen de Duitsers bij Stalingrad verslagen waren, trokken ze zich langzaamaan terug. De tegenaanval van het Rode Leger was begonnen. Omdat de Japanners geen tweede front openden in Mantsjoerije, kon het Rode Leger vele divisies daar weghalen en aan het westfront inzetten. Na de overwinningen, onder andere bij Koersk, rukten de Russen op naar het ultieme doel: Berlijn, terwijl ze ondertussen een groot deel van het Oostblok en Oost-Duitsland inlijfden in de Sovjet-Unie. Op 2 mei 1945 wapperde de Sovjetvlag boven de Rijksdag. Tijdens deze veldtocht en kort daarna werden ongeveer vijftien miljoen Duitsers gedeporteerd naar Siberië. In het oosten lanceerde het Rode Leger op 8 augustus 1945 Operatie Augustusstorm waarbij Mantsjoekwo en een gedeelte van China werden veroverd op het Kanto-leger en het Japanse Keizerlijke Leger.
De Russen hadden het grootste aantal slachtoffers van de Tweede Wereldoorlog en lieten door hun massieve operaties de geallieerden toe om een tweede front te openen in Europa en het continent te bevrijden. Daarom wilde de Sovjet-Unie een bufferzone tussen hen en de rest van Europa. De Sovjets sloten alle vermeende collaborateurs en Duitse soldaten op in Siberië of vermoordden ze.

## Koude Oorlog (1945-1953)
Na de Tweede Wereldoorlog bezetten de Russen grote delen van Oost-Europa en breidden zo hun invloedssfeer uit over de Baltische staten, Oost-Pruisen, Oekraïne en de DDR. De grenzen van de Sovjet-Unie waren een flink stuk westwaarts verlegd, en aangrenzende staten werden tot vazalstaten gemaakt. Ook daarbuiten leek het communisme sterk op te rukken: in Griekenland, Vietnam en China vonden communistische opstanden plaats, en Turkije en Finland werden onder zware politieke druk gezet. Het communisme had een positieve reputatie als de bevrijdingsleer voor armen en verdrukten, aangedikt door de zware strijd die de Sovjet-Unie tegen de Duitsers had gestreden. In de periode volgend op de Tweede Wereldoorlog zagen (vaak door de Komintern aangestuurde) communistische partijen hun aanhang sterk toenemen, zoals de Nederlandse CPN die bij de eerste naoorlogse verkiezingen van 3 naar 10 Kamerzetels groeide.
Hoewel zowel de VS als de Sovjet-Unie tijdens de Tweede Wereldoorlog aan dezelfde kant stonden, stortten de relaties vrij vlug in na de vrede. Zo vergaven de Amerikanen de Russen hun niet-aanvalspact met Duitsland niet en vergaten de laatsten niet dat het 3 jaar duurde voor een tweede front kwam in Europa en dat de Sovjet-Unie daarvoor als een internationale paria was behandeld.
Door deze onenigheid werd Stalin nog meer paranoïde en beschouwde hij de VS als een volwaardige dreiging, hoewel ze eerder slechts een mindere dreiging waren, terwijl Japan en herenigd Duitsland volgens Stalin eerder een grote bedreiging vormden. Naar aanleiding van de verdeeldheid tussen de Sovjet-Unie en de westerse landen zei Churchill dat een ijzeren gordijn was neergedaald over Europa. De gespannen relaties kwamen niet tot uiting in een oorlog in Europa, maar in verscheidene mindere conflicten in de rest van de wereld, zoals de Koreaanse Oorlog, met op de achtergrond de constante dreiging van kernwapens. Binnenlands was er ook geen sprake van een ontdooiing na de euforie van het winnen van de Tweede Wereldoorlog; de repressie werd nu juist aangescherpt en de kampen stroomden weer vol.
Toen Stalin in 1953 stierf, was de Koude Oorlog nog maar net begonnen.